# Мікросейсм
У сейсмології мікросейсм визначається як слабкий землетрус, спричинений природними процесами. Іноді їх називають «гудіння», що не слід плутати з аномальним акустичним феноменом з однойменною назвою. Термін найчастіше використовується для позначення домінуючих фонових сейсмічних та електромагнітних сигналів шуму на Землі, спричинених хвилями в гідросфері. Характеристики мікросейсму досліджував Каушалендра М. Бхатт. Оскільки коливання океанських хвиль статистично однорідні протягом декількох годин, то і мікросейсми є тривалим коливанням землі. Найенергетичніші сейсмічні хвилі, що складають мікросейсмічне поле, — це хвилі Релея, але хвилі Лява можуть становити значну частку хвильового поля, а поверхневі хвилі також легко виявляються сейсмографами. Оскільки перетворення гідросферних хвиль у сейсмічні дуже слабке, амплітуда наземних рухів, пов'язаних з мікросейсмами, як правило, не перевищує 10 мікрометрів.

## Виявлення та характеристики
Мікросейсми дуже добре виявляються і вимірюються за допомогою широкосмугового сейсмографа, і можуть бути записані в будь-якій точці Землі.

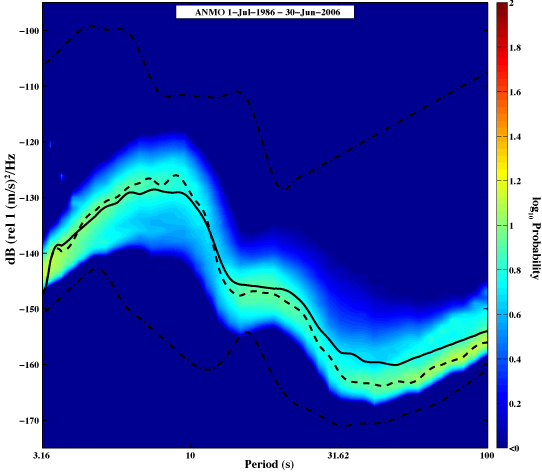
Функція щільності ймовірності спектральної щільності потужності (кольорова шкала праворуч) протягом 20 років безперервних даних вертикальної складової сейсмічної швидкості, записаних в Альбукерке, штат Нью-Мексико, станцією ANMO консорціуму IRIS / USGS Глобальна. Сейсмографічна мережа. Висока і низька межі є репрезентативними межами шуму для сейсмографів, розгорнутих по всьому світу. Суцільні та пунктирні лінії вказують на медіану та режим функції щільності ймовірностей відповідно.

Домінуючі сигнали мікросейсму зі Світового океану пов'язані з характерними періодами напруження океану і, таким чином, виникають приблизно від 4 до 30 секунд. Мікросейсмічний шум зазвичай демонструє два переважних піки. Слабший — для більших періодів, як правило, близьких до 16 с, і це можна пояснити впливом поверхневих гравітаційних хвиль на мілководді. Ці мікросейсми мають той самий період, що і водяні хвилі, що їх породжують, і зазвичай їх називають «первинними мікросейсмами». Сильніший пік, за коротші періоди, також обумовлений поверхневими гравітаційними хвилями у воді, але виникає при взаємодії хвиль з майже рівними частотами, і майже протилежними напрямками (клапотіс). Ці тремтіння мають період, що становить половину періоду водної хвилі, і їх зазвичай називають «вторинними мікросейсмами». Невелике, але помітне, невпинне збудження вільних коливань Землі або нормальні коливання, з періодами в межах від 30 до 1000 с, їх часто називають «земним гулом». Для періодів до 300 с вертикальний зсув відповідає хвилям Релея, що генеруються як первинні мікросейсми, з тією різницею, що він передбачає взаємодію інфрагравітаційних хвиль з топографією дна океану. Домінуючі джерела цього вертикального компонента гулу, ймовірно, розташовані вздовж розриву шельфу, перехідної області між континентальними шельфами та донними рівнинами.
Як результат, і короткий періоду «вторинних мікросейсмів» і тривалий період «гулу», є сейсмічним шумом, який містить свідчить про стан моря. Він може бути використаний для оцінки властивостей океанських хвиль та їх змін за часовими шкалами окремих подій (від декількох годин до кількох днів) до їх сезонної чи багатодекадної еволюції. Однак використання цих сигналів вимагає базового розуміння процесів генерації мікросейсмів.

## Генерація первинних мікросейсмів
Деталі первинного механізму вперше було надано Клаусом Хассельманном, з простим виразом джерела мікросейсму в конкретному випадку постійного похилого дна. Виявляється, що цей постійний нахил повинен бути досить великим (близько 5 відсотків і більше), для того, щоб пояснити спостережувані амплітуди мікросейсму, і це не реально. Натомість дрібномасштабні топографічні особливості дна не повинні бути настільки пологими, і генерація первинних мікросейсмів швидше за все є окремим випадком взаємодії хвиль, в якому фіксується одна хвиля дном. Для візуалізації того, що відбувається, простіше вивчити поширення хвиль по синусоїдальній топографії дна. Це легко узагальнюється до топографії дна з коливаннями середньої глибини.

Інтерференція океанські хвилі з фіксованою топографією дна. Тут хвилі з періодом 12 с взаємодіють з хвилями дна довжиною хвилі 205 м і амплітудою 20 м при середній глибині води 100 м. Ці умови породжують схему тиску на дно, яка рухається набагато швидше, ніж океанські хвилі, і в напрямку хвиль, якщо їх довжина хвилі L _{1} коротша за довжину хвилі L _{2}, або у зворотному напрямку, якщо їх довжина хвилі дорівнює довше, що тут справа. Рух рівно періодичний у часі, з періодом океанських хвиль. Велика довжина хвилі в нижньому тиску становить 1 / (1 / L _{1} − 1 / L _{2}).

Для справжнього дна, що має широкий спектр, утворюються сейсмічні хвилі по всій довжині хвилі та в усіх напрямках.

## Генерація вторинних мікросейсмів
Взаємодія двох груп поверхневих хвиль різної частоти та напрямків породжує групову швидкість. Для поширення хвилі майже в одному напрямку, це дає звичайні групи хвиль, які рухаються із груповою швидкістю, ще повільніше, ніж фазова швидкість водяних хвиль (див. Анімацію). Для типових океанських хвиль з періодом близько 10 секунд швидкість цієї групи близька до 10 м/с.
У разі протилежного напрямку поширення групи рухаються зі значно більшою швидкістю, яка зараз становить 2π (f 1 + f 2) / (k 1 − k 2), де k 1 і k 2 число хвиль взаємодіючих водяних хвиль.

Групи хвиль, породжені хвилями з однаковими напрямками. Синя крива — це сума червоного і чорного. В анімації дивіться гребені з червоними та чорними точками. Ці гребені рухаються з фазовою швидкістю лінійних водних хвиль, а групи великих хвиль поширюються повільніше (анімація)

Для хвильових рухів з дуже малою різницею частот (і, таким чином, хвильових чисел), ця картина хвильових груп може мати ту саму швидкість, що і сейсмічні хвилі, між 1500 і 3000 м/с, і буде збуджувати акустично-сейсмічні режими, які далеко випромінюють.

Групи хвиль, породжені хвилями з протилежними напрямками. Синя крива — це сума червоного і чорного. В анімації дивіться гребені з червоними та чорними точками. Ці гребені рухаються з фазовою швидкістю лінійних водних хвиль, але групи поширюються набагато швидше (анімація)

Що стосується сейсмічних та акустичних хвиль, то рух океанських хвиль у глибокій воді найвищого порядку, еквівалентний тиску, що застосовується на морську поверхню. Цей тиск майже дорівнює густині води, менший за орбітальну швидкость хвилі в квадраті. Через цю площу значення мають не амплітуда окремих хвиль (червоні та чорні лінії на малюнках), а амплітуда суми, групи хвиль (синя лінія у фігурах).
Справжні океанські хвилі складаються з нескінченної кількості хвильових рухів і завжди є якась енергії, що поширюється у зворотному напрямку. Крім того, оскільки сейсмічні хвилі набагато швидші, ніж водяні хвилі, джерело сейсмічного шуму є ізотропним: однакова кількість енергії випромінюється в усіх напрямках. На практиці джерело сейсмічної енергії є найпотужнішим, коли існує значна кількість хвильової енергії, яка рухається в протилежних напрямках. Це відбувається, коли збудження від одного шторму зустрічаються з хвилями того ж періоду від іншого шторму, або близько до узбережжя через прибережне відображення.
Залежно від геологічного параметру шум, що фіксується сейсмічною станцією на суші, може бути носієм морського стану, що знаходиться поблизу станції (в межах декількох сотень кілометрів, наприклад в Центральній Каліфорнії), або повного басейну океану (наприклад, на Гаваях). Щоб зрозуміти властивості шуму, необхідно зрозуміти поширення сейсмічних хвиль.

## Форма хвиль Релея, модифікована океанським шаром: вільні хвилі та вимушені хвилі
Хвилі, які складають більшу частину вторинного мікросейсмічного поля — це хвилі Релея. Як водні так і тверді частинки Землі витісняються хвилями, коли вони поширюються, і водна поверхня відіграє дуже важливу роль у визначенні частоти, групової швидкості та передачі енергії від поверхневих хвиль води до хвиль Релея.

## Дивитися також
- Землетрус
- Сейсмічний шум
- Вітряна хвиля